# Sergej Skripal
Sergej Viktorovič Skripal (* 23. června 1951) je bývalý ruský dvojitý agent pracující pro ruské a britské tajné služby během 90. let 20. století a začátkem 21. století. V prosinci 2004 byl zatčen ruskou Federální službou bezpečnosti (FSB) a následně odsouzen a uvězněn za velezradu. V roce 2010 se usadil ve Spojeném království díky tehdy uskutečněné výměně agentů mezi Ruskem a Velkou Británií.
Dne 4. března 2018 byli Skripal a jeho dcera Julija, která za ním přijela na návštěvu z Moskvy, nalezeni v Salisbury otráveni zprvu neznámým nervovým jedem. Po převezení do okresní nemocnice v Salisbury bylo 9. března 2018 oznámeno, že jsou oba v kritickém stavu. Britskými orgány je událost od té doby vyšetřována jako pokus o vraždu. Skripal a jeho dcera měli být podle představitelů Velké Británie a Evropské unie (EU)  otráveni nervově paralytickým jedem A234 ze skupiny látek na západě označovaných jako novičok.
Podle prohlášení nemocnice, ve které byly obě oběti hospitalizovány, ze dne 6. dubna 2018 se Julija Skripalová ani její otec již nenacházeli v kritickém stavu ohrožení života. Julija už zhruba týden předtím mohla komunikovat s nemocničním personálem. Oba Skripalovi byli posléze z nemocnice propuštěni, Julia Skripalová 10. dubna a Sergej Skripal 18. května 2018.
V důsledku této události došlo k vyhoštění téměř 150 diplomatů Ruska z Velké Británie, z některých dalších zemí EU a z USA a Kanady. Rusko oplatilo tato opatření obdobným způsobem.

## Život

### Kariéra
Sergej Skripal se narodil 23. června 1951 v Kaliningradské oblasti. V roce 1972 dokončil školu zaměřenou na výcvik ženijního vojska s kvalifikací na výsadkáře. Později sloužil u sovětského výsadkového vojska. 
Později byl z výsadkového vojska kooptován do vojenské zpravodajské služby (GRU). Na začátku 90. let 20. století působil na ambasádě na Maltě. V roce 1994 byl přidělen jako vojenský atašé do Madridu. Tam byl později naverbován britským agentem Pablem Millerem do britské tajné služby.
V roce 1996 byl kvůli svému chatrnému zdraví odeslán zpět do Moskvy, kde pracoval opět pro GRU a na čas se stal ředitelem personálního oddělení GRU. V době, kdy odešel do zdravotního důchodu, měl hodnost plukovníka.
Podle ruských žalobců začal pro Secret Intelligence Service (SIS, neoficiálně také MI6) pracovat v roce 1995 a předal jí státní tajemství včetně identit ruských agentů. Je podezírán z odkrytí identity až 300 ruských agentů.

### Zatčení a odsouzení
V prosinci 2004 byl Skripal zatčen mimo svůj moskevský dům krátce poté, co se navrátil ze Spojeného království. V srpnu 2006 byl odsouzen podle článku 275 ruského trestního zákoníku (velezrada špionáží) moskevským regionálním válečným soudem v soudním procesu, který se konal za zavřenými dveřmi. Žaloba reprezentovaná vrchním válečným žalobcem Sergejem Fridinským žádala patnáctiletý trest namísto dvacetiletého maxima podle článku 275 kvůli polehčujícím okolnostem, jako byla spolupráce s vyšetřovateli. Skripal byl nakonec odsouzen na 13 let a k odebrání armádních hodností. Tato kauza nebyla veřejně známa až do srpna 2006, kdy byl odsouzen. Skripalovi právníci se vůči rozsudku odvolali k válečnému kolegiu ruského Nejvyššího soudu. Odvolací řízení se konalo 30. listopadu 2006.

### Návrat do Spojeného království
V červenci 2010 byla Skripalovi spolu s dalšími Rusy odsouzenými za špionáž udělena prezidentská milost výměnou za propuštění deseti ruských agentů.
Skripal se přesunul do Salisbury, kde si v roce 2011 zakoupil dům. Podle britských úřadů Skripal pokračoval s poskytováním informací Spojenému království i nějakou dobu poté. Skripalova manželka zemřela na rakovinu v roce 2012. Jeho dcera se poté v roce 2004 vrátila do Moskvy a pracovala v oddělení prodeje. Jeho syn zemřel ve věku 43 let v březnu 2017 za neznámých okolností během návštěvy Petrohradu.

### Otrava a její následky
Dne 4. března 2018 byli Skripal a jeho 33letá dcera otráveni. Podle britských zdrojů to bylo nervově paralytickou látkou, a Spojené království z tohoto činu obvinilo Rusko. Následovaly diplomatické roztržky mezi Ruskem a zeměmi Evropské unie, Spojenými státy a dalšími státy NATO a samotnou organizací NATO.
Podle zprávy z 29. března 2018 se Julija Skripalová již nenacházela v kritickém stavu ohrožení života a její zdravotní stav se rychle zlepšoval, zatímco její otec byl nadále v kritickém stavu. Dne 5. dubna 2018 uveřejnila anglická Metropolitan Police prohlášení Julije Skripalové, ve kterém uvedla, že již více než týden není v komatu a získává na síle každým dnem. Obrátila se na veřejnost s touto prosbou: „Jsem si jista, že chápete, že celá tato epizoda je poněkud matoucí, a doufám, že budete respektovat soukromí moje a mé rodiny během mé rekonvalescence.“
Jak vyplývalo ze zprávy nemocnice v Salisbury ke dni 6. dubna, kterou zveřejnila agentura Reuters, podstatně lépe se dařilo také Sergeji Skripalovi a už nebyl v kritickém stavu ohrožení života. Otravu však nepřežily jeho kočka a dvě morčata. Sergej Skripal byl již rovněž z nemocnice propuštěn, o jeho zdravotním stavu však nebyly sděleny žádné informace.